# إندورانس إيداهور
إندورانس إيداهور (بالإنجليزية: Endurance Idahor)‏ (4 أغسطس 1984 - 6 مارس 2010). لاعب كرة قدم نيجيري الجنسية. بدأ حياتة الكروية بنادي دولفين النيجيري حتي 2004 ثم جوليوس بيرجر حتي 2006 وأخيرا انتقل في يناير من عام 2006 الي نادي المريخ السوداني. وفي يوم 6 مارس من عام 2010 خيم الحزن على كل الرياضيين ومحبي كرة القدم بالسودان بعد وفاة المهاجم النيجيري لنادي المريخ إندورانس إيداهو على أرضية الملعب أثناء مباراة الفريق امام الامل في الدوري السوداني.واوقفت المباراة بعد اعلان نبأ وفاة اللاعب وفضت قوات الشرطة اشتباكات بين جمهور المريخ والطاقم الفني ولاعبي نادي الامل.الكثير لم يصدق خبر وفاة اللاعب الذي يعتبر الهداف الأول للمريخ منذ أنضمامه إلى صفوف الفريق منذ 5 سنوات حيث تدافع الالاف من المشجعين إلى المستشفي للتأكد من صحة الخبر وعم الحزن والوجوم على الجميع وخصوصا ان اللاعب كان في قمة حيويته ونشاطه ولم يقتصر الحزن على جماهير المريخ بل امتد الحزن إلى جماهير الهلال وكل مشجعي الاندية الاخري.و خرجت الصحف الرياضية السودانية بعناوين حزينة على وفاة اللاعب حيث ذكرت صحيفة الصدي «الموت يغيب نجم المريخ اندورانس إيداهور» بينما ذكرت صحيفة قوون «صدمة مريخية بالرحيل المفاجئ للدرة النيجيرية» وخرجت صحيفة حبيب البلد بعنوان «حزن وذهول لرحيل إيداهور» وذكرت صحيفة المشاهد «رحيل حزين للمحترف النيجيري ايداهور أثناء لقاء المريخ والامل».
وفور وصول خبر وفاة ايداهور تساقط لاعبو المريخ على ارضيه الملعب واجهشوا بالبكاء الحار واغمي على بعضهم ولم يقتصر الامر عليهم فقط بل علي لاعبي الهلال أيضا الذين كانوا في نفس الوقت يؤدون مباراة امام فريق الاهلي بمدينة مدني حيث انخرط اللاعبون بعد نهاية المباراة في حالة بكاء وحزن على منافس وخصم طالما كان يؤدي بصورة نظيفة وشريفة.

## مصادفة غريبة
ومن المصادفات الغريبة ان أول فريق سجل ضده إيداهو في الدوري السوداني عند انضمامه للمريخ كان ضد فريق الأمل عطبرة عام 2006 في الاسبوع الثالث من بطولة الدوري على ملعب المريخ واخر فريق لعب ضده قبل وفاته كانت امام الأمل عطبرة على نفس الملعب.

## آخر أهدافه
وكان آخر هدف سجله اللاعب لمصلحة المريخ يوم السبت 27 فبراير 2010 ضد نادي سانت جورج الإثيوبي وتم اختيار هدفه الأفضل في مرحلة الإياب في دوري أبطال أفريقيا 2010 من قبل برنامج صدى الملاعب على قناة ام بي سي ولم يكن يدري اللاعب أنه بعد أسبوع من هذا الهدف سيسقط على نفس منطقة الجزاء التي سجل فيها آخر هدف لتكون الرواية الأخيرة في حياته.

## صدمة كبيرة
بكل تأكيد كان رحيل اللاعب صدمة كبيرة لمحبي المريخ للمكانة الكبيرة التي يحظى بها النجم المحبوب في قلوب مشجعي النادي ولما كان يمتلكه اللاعب من ثقل في الفريق وحماس وغيرة وقوة ومهارة.

## روابط خارجية
- إندورانس إيداهور على موقع قاعدة بيانات كرة القدم.إي يو (الإنجليزية)
- إندورانس إيداهور على موقع Soccerway.com (الإنجليزية)